# Cratere Casanova
Casanova  è un cratere sulla superficie di Eros.